# Étienne Dupérac

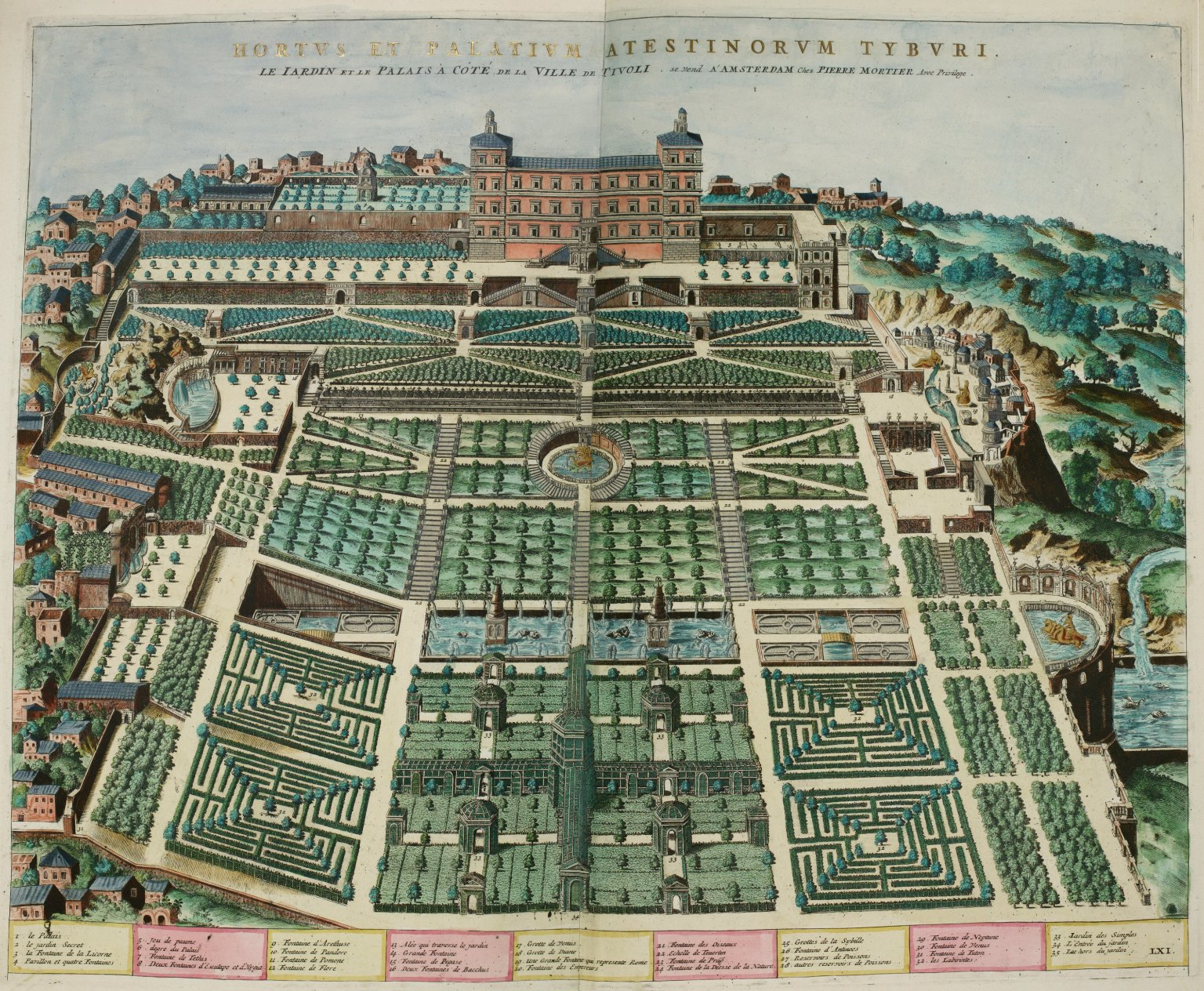
Jardín de la Villa de Este en Tivoli.

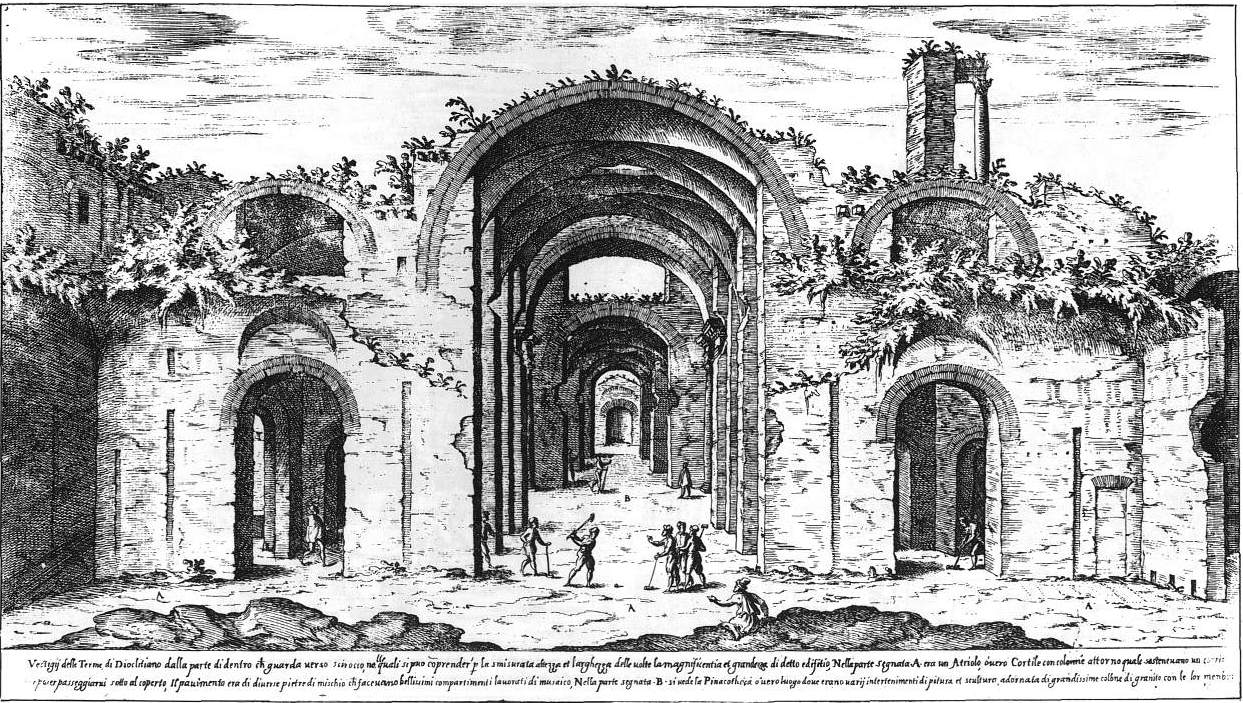
Ruinas de las Termas de Diocleciano.

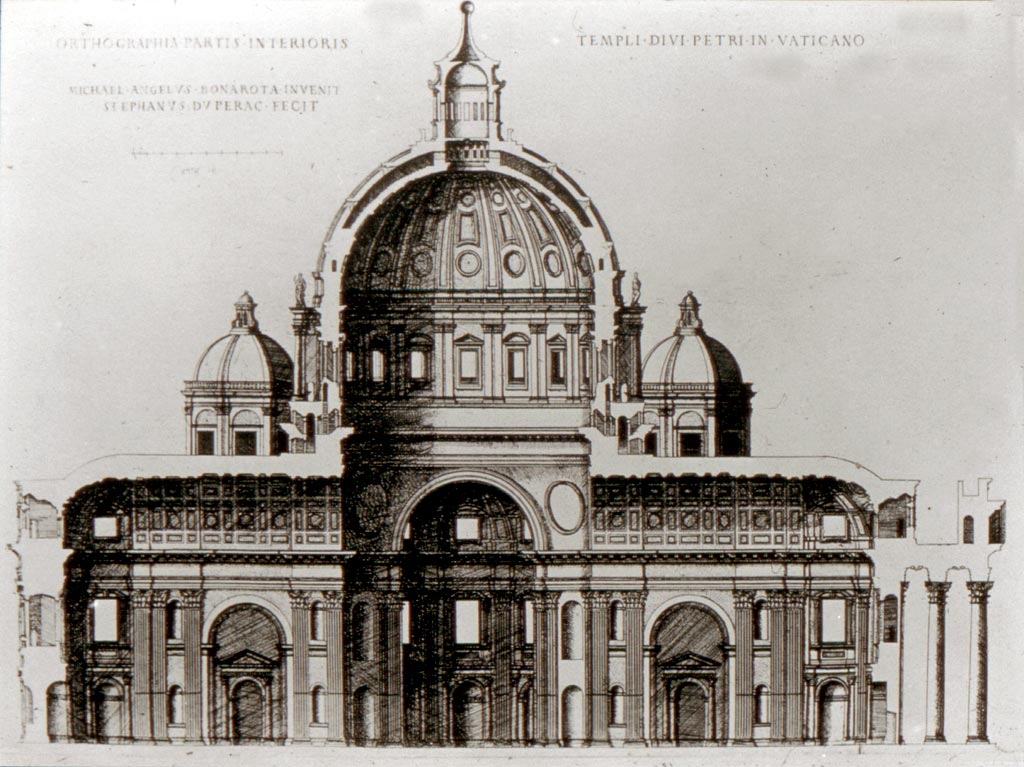
Proyecto de Miguel Ángel para la basílica de San Pedro del Vaticano.

Étienne Dupérac, italianizado Stefano Duperac, Du Perac o Du Perach (c. 1535-París, 1604), fue un arquitecto, pintor, grabador y proyectista de jardines francés.
Artista versátil de la segunda mitad del siglo XVI, viajó a Roma, donde se dedicó al estudio de las antigüedades clásicas y realizó numerosos aguafuertes de sus vistas y monumentos antiguos y modernos. 

## Biografía
Nada se conoce de sus primeros años de vida y formación. Hay constancia de su actividad artística en Venecia primero y desde 1559 en Roma, donde vivió los veinte años siguientes ocupado principalmente en dibujar vistas, restos arqueológicos y monumentos antiguos y modernos para Antoine Lafréry y otros impresores y calcógrafos.
Su formación anticuaria se vio favorecida por su amistad y colaboración con el historiador y erudito Onofrio Panvinio. Sus ilustraciones resultan de este modo de sumo interés en tanto fuentes documentales de primer orden para el conocimiento del estado de los estudios sobre la antigüedad y la arquitectura del siglo XVI en Roma. Así los grabados que dedicó a reconstruir los proyectos de Miguel Ángel para la inacabada Basílica de San Pedro o el de la plaza del Campidoglio, con su famosa pavimentación elíptica reconstruida en el siglo XX. 
Muchas de estas estampas se incorporaron a la colección de vistas de Roma moderna editada por Lafréry con el título Speculum Romanae Magnificentiae, además cuarenta de sus vistas de monumentos de la antigüedad romana se recogieron en 1575 en un libro: I vestigi dell'antichità di Roma raccolti e ritratti in perspettiva con ogni diligentia da Stefano Du Perac parisino. 
Peor conocidas son las restantes actividades artísticas que pudiese llevar a cabo durante su estancia romana, escasamente documentadas, si bien se le atribuyen las pinturas de paisaje en la Loggia de Pio IV en el Palacio Apostólico del Vaticano.
En 1578, tras la muerte de Antoine Lafréry y habiendo abandonado el proyecto de establecerse en Malta, regresó definitivamente a Francia. Establecido en Caen, trabajó como arquitecto de los príncipes de Guisa y de Lorena. Hacia 1596 comenzó a trabajar como arquitecto para la corte de Enrique IV, que le encargó completar la galería grande del Louvre, comenzada por Jacques Androuet du Cerceau. Intervino también en el diseño de los jardines de Fontainebleau y las Tullerías. En el castillo de Saint-Germain-en-Laye con Claude Mollet realizó un jardín a la italiana.